# Futebolista Africano do Ano pela BBC
O Futebolista Africano do Ano pela BBC é um prêmio anual dado pela emissora de rádio BBC para o melhor futebolista africano do ano. O jogador é escolhido a partir dos votos dos ouvintes da rádio. A votação é feita por SMS ou no site da BBC.

## Ganhadores

Logo oficial da premiação

| Ano  | Ganhadores          | Clube                   |
| ---- | ------------------- | ----------------------- |
| 1991 | Abédi Pelé          | Marseille               |
| 1992 | Abédi Pelé          | Marseille               |
| 1993 | Kalusha Bwalya      | PSV Eindhoven           |
| 1994 | Zambia              |                         |
| 1995 | George Weah         | Milan                   |
| 1996 | Emmanuel Amuneke    | Sporting CP / Barcelona |
| 1997 | Nwankwo Kanu        | Internazionale          |
| 1999 | Nwankwo Kanu        | Arsenal                 |
| 2000 | Patrick Mboma       | Cagliari / Parma        |
| 2001 | Samuel Kuffour      | Bayern Munich           |
| 2002 | El Hadji Diouf      | Lens / Liverpool        |
| 2003 | Jay-Jay Okocha      | Bolton Wanderers        |
| 2004 | Jay-Jay Okocha      | Bolton Wanderers        |
| 2005 | Mohamed Barakat     | Al-Ahly                 |
| 2006 | Michael Essien      | Chelsea                 |
| 2007 | Emmanuel Adebayor   | Arsenal                 |
| 2008 | Mohamed Aboutrika   | Al-Ahly                 |
| 2009 | Didier Drogba       | Chelsea                 |
| 2010 | Asamoah Gyan        | Sunderland              |
| 2011 | André Ayew          | Marseille               |
| 2012 | Christopher Katongo | Henan Jianye            |
| 2013 | Yaya Touré          | Manchester City         |
| 2014 | Yacine Brahimi      | Granada CF / FC Porto   |
| 2015 | Yaya Touré          | Manchester City         |
| 2016 | Riyad Mahrez        | Leicester City          |
| 2017 | Mohamed Salah       | Liverpool               |
| 2018 | Mohamed Salah       | Liverpool               |